# 阿萊普岩
62°23′04″S 59°20′37″W / 62.38444°S 59.34361°W
阿萊普岩是南極洲的岩石，位於南設得蘭群島的羅伯特島東岸，處於基臣角東北面0.33公里和佩雷利克角東南面1.36公里，現時由南極條約體系管理。